# 13437 Wellton-Persson
13437 Wellton-Persson (1999 WF8) là một tiểu hành tinh vành đai chính được phát hiện ngày 28 tháng 11 năm 1999 bởi Uppsala-DLR Asteroid Survey ở Kvistaberg.